# Banque de financement des petites et moyennes entreprises
La Banque de financement des petites et moyennes entreprises (BFPME) est une banque publique tunisienne placée sous la tutelle du ministère des Finances.
Créée le 1er mars 2005, son capital est de cinquante millions de dinars avant de doubler en 2009 pour atteindre cent millions. Elle possède une agence pour chaque gouvernorat, en plus de son siège social à Tunis.

## Actionnaires
La BFPME est créée avec un capital social de 100 millions de dinars. La structure du capital à l'époque est la suivante :
- État tunisien : 60 % ;
- Groupe chimique tunisien : 22 % ;
- Tunisie Télécom : 10 % ;
- Office de l'aviation civile et des aéroports : 6 % ;
- Office du commerce de Tunisie : 2 %[1].

En 2024, la BFPME procède à une structuration de son capital après que des pertes cumulées de 108 millions de dinars. Cette manœuvre permet de réduire le capital de la BFPME de 90 %, à 10 millions. Une augmentation de capital est réalisée de suite avec un montant de 59 millions. Le nouveau capital de la BFPME s'établit ainsi à 69 millions. La structure du capital change également, puisque la part de l'État représente désormais plus de 94 %.